# Арск
Арск (тат. Арча) — город в Республике Татарстан России. Административный центр Арского района, образует муниципальное образование «город Арск», наделённое статусом городского поселения.

## Этимология
Название восходит к общетюркскому апеллятиву «арт» — зад, тыл; задний, тыльный, поскольку Арская крепость издавна была северным тыловым форпостом Казанского ханства, а сам район, в котором расположен город, татары до сих пор называют «Казан арты» Заказанье, букв. тыл Казани.
Вопреки утверждениям некоторых удмуртских учёных, название города не связано напрямую с поволжско-тюркским (татарским, чувашским и башкирским) названием удмуртов — «ар».

## География
Город расположен на реке Казанка (приток Волги), в 65 км к северо-востоку от Казани. Железнодорожная станция на линии Казань — Агрыз. Маршруты пригородных поездов связывают Арск с городами Казань, Вятские Поляны и Ижевск.

## История
Впервые на страницах русских летописей Арская земля появляется под 1379/80 годом, в связи с разгромом в её пределах отряда вятчан. Под 1469 годом упоминается как Вотятская земля и составная часть Казанского ханства, которая в источниках XVI века именуется Арской стороной.
Вопреки сложившейся в удмуртской историографии точке зрения, Арск никогда не был центром «древнеудмуртского княжества», равно как и арские князья не были удмуртами, и само население города никогда не было удмуртским. Впрочем, земли к востоку от Арска современной наукой считаются прародиной удмуртов, поэтому в фольклоре южных удмуртов сохранились представления о «древнеудмуртском Арском княжестве».

По данным Энциклопедического словаря Ф. А. Брокгауза и И. А. Ефрона:
Арская страна покорена впервые в 1489 году Иоанном III, но была в зависимости и от Казанского ханства до 1552, когда Иоанн Грозный окончательно покорил её. Сохранилась древняя деревянная башня, прежде их было много.
- В 1552 году был взят русским отрядом;
- В 1606 году стал русской крепостью.
- В 1649 году 50 конных казаков были переселены на Симбирскую черту, где основали Арскую слободу (ныне село Арское (Ульяновская область)[7].
- В 1781 году получил статус уездного города Казанского наместничества
  - (с 1796 года — Казанская губерния);
- В 1918 году произошло Арское восстание.
- В 1926 году утратил этот статус и стал селом.

Местное население занималось земледелием, скотоводством и промыслами.
- В 1938 году стал посёлком городского типа,
- В 2008 году снова получил статус города[8].

## Общественно-политическая жизнь
В 1906 — 1910-х годах в Арске действовал Арский отдел «Союза Русского Народа» под председательством городского старосты купца Николая Прокофьевича Щёлкина.

## Климат
Климат умеренный континентальный.
- Среднегодовая температура воздуха — 4,0 °C
- Среднегодовая относительная влажность воздуха — 77 %. Среднемесячная влажность — от 60 % в мае до 86 % в ноябре.
- Среднегодовая скорость ветра — 3,7 м/с. Среднемесячная скорость — от 2,7 м/с в июле и августе до 4,4 м/с в декабре и январе[10].

| Показатель              | Янв.  | Фев.  | Март  | Апр.  | Май  | Июнь | Июль | Авг. | Сен. | Окт.  | Нояб. | Дек. | Год   |
| ----------------------- | ----- | ----- | ----- | ----- | ---- | ---- | ---- | ---- | ---- | ----- | ----- | ---- | ----- |
| Абсолютный максимум, °C | 3,6   | 5,7   | 13,6  | 31,2  | 34,8 | 37,8 | 40,0 | 40,1 | 33,3 | 26,6  | 13,9  | 6,0  | 40,1  |
| Средняя температура, °C | −11,4 | −11,6 | −5,5  | 5,3   | 13,3 | 18,0 | 19,8 | 17,3 | 11,6 | 4,7   | −3,6  | −9,5 | 4,0   |
| Абсолютный минимум, °C  | −50,4 | −46,3 | −36,7 | −25,2 | −7,3 | −3,7 | 1,3  | −1   | −8,1 | −23,2 | −33,3 | −44  | −50,4 |
| Норма осадков, мм       | 29    | 25    | 22    | 27    | 41   | 71   | 55   | 51   | 50   | 47    | 39    | 33   | 490   |
| Источник: .             |       |       |       |       |      |      |      |      |      |       |       |      |       |

## Население
| 1856    | 1897    | 1926    | 1939    | 1959    | 1970    | 1979    | 1989    | 2000    |
| ------- | ------- | ------- | ------- | ------- | ------- | ------- | ------- | ------- |
| 1400    | ↘1200   | ↗2600   | ↗5200   | ↗7519   | ↗9329   | ↗11 376 | ↗13 938 | ↗16 200 |
| 2001    | 2002    | 2003    | 2005    | 2006    | 2007    | 2008    | 2009    | 2010    |
| →16 200 | ↗17 211 | ↘17 200 | ↗17 300 | ↗17 592 | ↗17 754 | ↗18 900 | ↘17 839 | ↗18 114 |
| 2011    | 2012    | 2013    | 2014    | 2015    | 2016    | 2017    | 2018    | 2019    |
| ↗18 168 | ↗18 527 | ↗18 886 | ↗19 324 | ↗19 681 | ↗20 046 | ↗20 419 | ↗20 540 | ↘20 523 |
| 2020    | 2021    |         |         |         |         |         |         |         |
| ↘20 383 | ↗20 421 |         |         |         |         |         |         |         |

На 1 января 2025 года по численности населения город находился на 655-м месте из 1124 городов Российской Федерации.

## Экономика
Кирпичный, картофелесушильный, асфальтный заводы, комбинат стройматериалов, молочный комбинат.

## Транспорт
Автобусное сообщение
Городские маршруты (обслуживаются ОАО «Арское АТП»):
- Станция Арск — Педколледж
- Станция Арск — Восточная мечеть

Пригородные и междугородние маршруты:
- Арск — Янга-Сала
- №530 Арск — Казань
- Арск — Мирзям
- Арск — Новая Серда
- Арск — Сердебаш
- Арск — Урняк
- Арск — Большая Атня
- Арск — Купербаш

Железнодорожное сообщение
Действует железнодорожная станция Арск, на которой останавливаются пригородные поезда Шемордан — Казань, Сосновка — Казань, Кизнер — Казань, Казань — Вятские Поляны, Казань — Арск.

## Образовательные учреждения
6 средних школ, 1 начальная школа ,гимназия 5 , Арский агропромышленный профессиональный колледж, Арский педагогический колледж имени Габдуллы Тукая

## Достопримечательности
- Музей Габдуллы Тукая — татарского поэта, создателя татарского литературного языка.
- Железнодорожный вокзал
- Музей «Элифба» (Музей Татарского Букваря)
- Арский историко-этнографический музей «Казан арты».

## Сотовая связь
| Сеть сотовой связи | Юридическое лицо            | Стандарт связи |
| ------------------ | --------------------------- | -------------- |
| Мегафон            | ОАО «Мегафон»               | GSM, UMTS      |
| МТС                | ОАО «Мобильные ТелеСистемы» | GSM, UMTS      |
| Билайн             | ОАО «Вымпел-Коммуникации»   | GSM            |
| НСС                | ЗАО «НСС»                   | GSM            |
| СМАРТС             | ОАО «СМАРТС»                | GSM            |
| Летай              | ПАО «Таттелеком»            | GSM            |